# Franz von Zychlinski

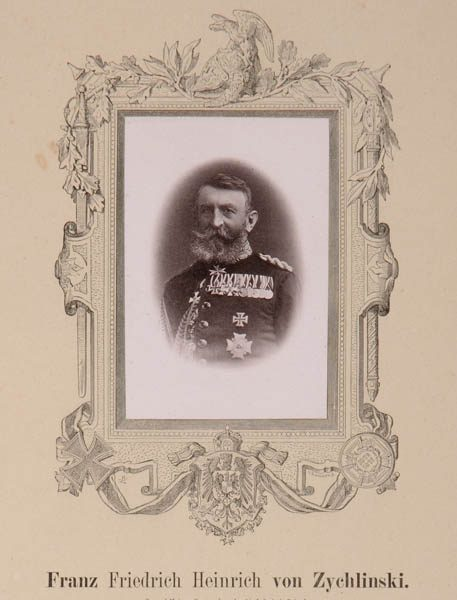
Franz Friedrich Heinrich von Zychlinski (1816–1900)

Franz Friedrich Szeliga von Zychlinski (* 27. März 1816 in Allenburg; † 17. März 1900 in Berlin) war ein preußischer General der Infanterie.

## Leben
Franz war der Sohn des Rittmeisters a. D. Heinrich Wilhelm von Zychlinski (1755–1838) und dessen Ehefrau Wilhelmine, geborene von Lietzen (1777–1829).
Zychlinski wurde in den Kadettenhäusern Kulm und Berlin erzogen und dann am 5. August 1833 als Sekondeleutnant dem 24. Infanterie-Regiment der Preußischen Armee überwiesen. Vom 1. Oktober 1842 bis 30. September 1843 war er Bataillonsadjutant sowie vom 1. März 1847 bis 1. Juli 1852 Regimentsadjutant und wurde zwischenzeitlich im Januar 1849 zum Premierleutnant befördert. Als solcher nahm Zychlinski im gleichen Jahr anlässlich der revolutionären Unruhen an den Straßenkämpfen in Iserlohn und am Feldzug in der Pfalz und in Baden teil. Dafür erhielt er den Roter Adlerorden IV. Klasse mit Schwertern. Am 22. Juni 1852 avancierte Zychlinski zum Hauptmann und am 20. Juli 1855 wurde er zum Kompaniechef ernannt. In gleicher Funktion erfolgte am 1. Februar 1858 seine Versetzung zum 33. Infanterie-Regiment. Zeitgleich mit der Beförderung zum Major am 18. Januar 1859 wurde Zychlinski Kommandeur des II. Bataillons im 3. Garde-Landwehr-Regiments in Breslau. Vom 10. Mai bis 30. Juni 1860 war er mit der Führung des II. Bataillons des Königin Elisabeth Garde-Grenadier-Regiments Nr. 3 beauftragt, ehe Zychlinski anschließend zu deren Kommandeur ernannt wurde. In dieser Dienststellung erfolgte am 17. März 1863 seine Beförderung zum Oberstleutnant sowie gegen Jahresende am 17. Dezember seine Ernennung zum Kommandeur des Füsilierbataillons. Dieses führte er im Deutsch-Dänischen Krieg unter anderem in dem Gefecht bei Horsens und der Beschießung von Fredericia. Für sein Wirken wurde ihm am 9. April 1864 der Kronenorden III. Klasse mit Schwertern sowie der Orden der Eisernen Krone III. Klasse mit der Kriegsdekoration verliehen.
Am 3. April 1866 ernannte man ihn zum Kommandeur des 27. Infanterie-Regiments und beförderte ihn zwei Monate später zum Oberst. Mit seinem Regiment kämpfte er während des Deutschen Krieges zunächst in der Schlacht bei Münchengrätz. Dort hatte er den Auftrag erhalten, den südöstlich von Münchengrätz mit seinen steilen Felswänden gelegenen Musky-Berg zu erobern, auf dem wichtige Stellungen der Österreicher lagen. Nach der erfolgreichen Erfüllung der Aufgabe kam er in der Schlacht bei Königgrätz zum Einsatz. Er führt dabei die Vorhut und sollte von Cerekvice nad Bystřicí über Benatek gegen  Čistěves vorzugehen. Dabei gelang es Zychlinski mit seinen unterstellten Truppen den mit sehr überlegenen Kräften besetzten Wald zwischen Čistěves und Benátky zu nehmen und nach über sechs stündigen Kämpfen auch zu halten. Während der Kämpfe wurde Zychlinski am Oberschenkel schwer verwundet und gab das Kommando über sein Regiment erst auf dringenden Befehl des Kronprinzen ab. Aufgrund persönlicher Tapferkeit wurde er am 20. September 1866 mit dem Pour le Mérite beliehen.
Nach Wiederherstellung seiner Gesundheit verblieb Zychlinski noch vier Jahre an der Spitze seines Regiments und wurde am 14. Juli 1870 kurz vor Beginn des Krieges gegen Frankreich unter Stellung à la suite zum Kommandeur der 14. Infanterie-Brigade ernannt. Während des Gefechts bei Beaumont eroberten seine Truppen 22 Geschütze. In der Schlacht bei Sedan hatte die Brigade beim Sturm der Höhen nordöstlich von Yoncq und dem Mont de Brune schwere Verluste von vierzehn Offizieren und 382 Mannschaften zu verzeichnen. Im weiteren Kriegsverlauf nahm er noch an der Belagerung von Paris, der Beschießung von Toul sowie den Gefechten bei Mouzon und Epinay teil. Neben beiden Klassen des Eisernen Kreuzes erhielt Zychlinski das Komturkreuz II. Klasse des Verdienstordens Philipps des Großmütigen, das Komturkreuz II. Klasse des Albrechts-Ordens sowie das Komturkreuz I. Klasse des Hausordens Albrechts des Bären mit Schwertern.
Am 26. Januar 1875 wurde Zychlinski zum Generalleutnant befördert und gleichzeitig zum Kommandeur der in Köln stationierte 15. Division ernannt, die er bis zu seiner Pensionierung befehligte. Mit dem Charakter als General der Infanterie wurde Zychlinski am 18. Oktober 1880 auf eigenen Wunsch hin mit Pension zur Disposition gestellt.

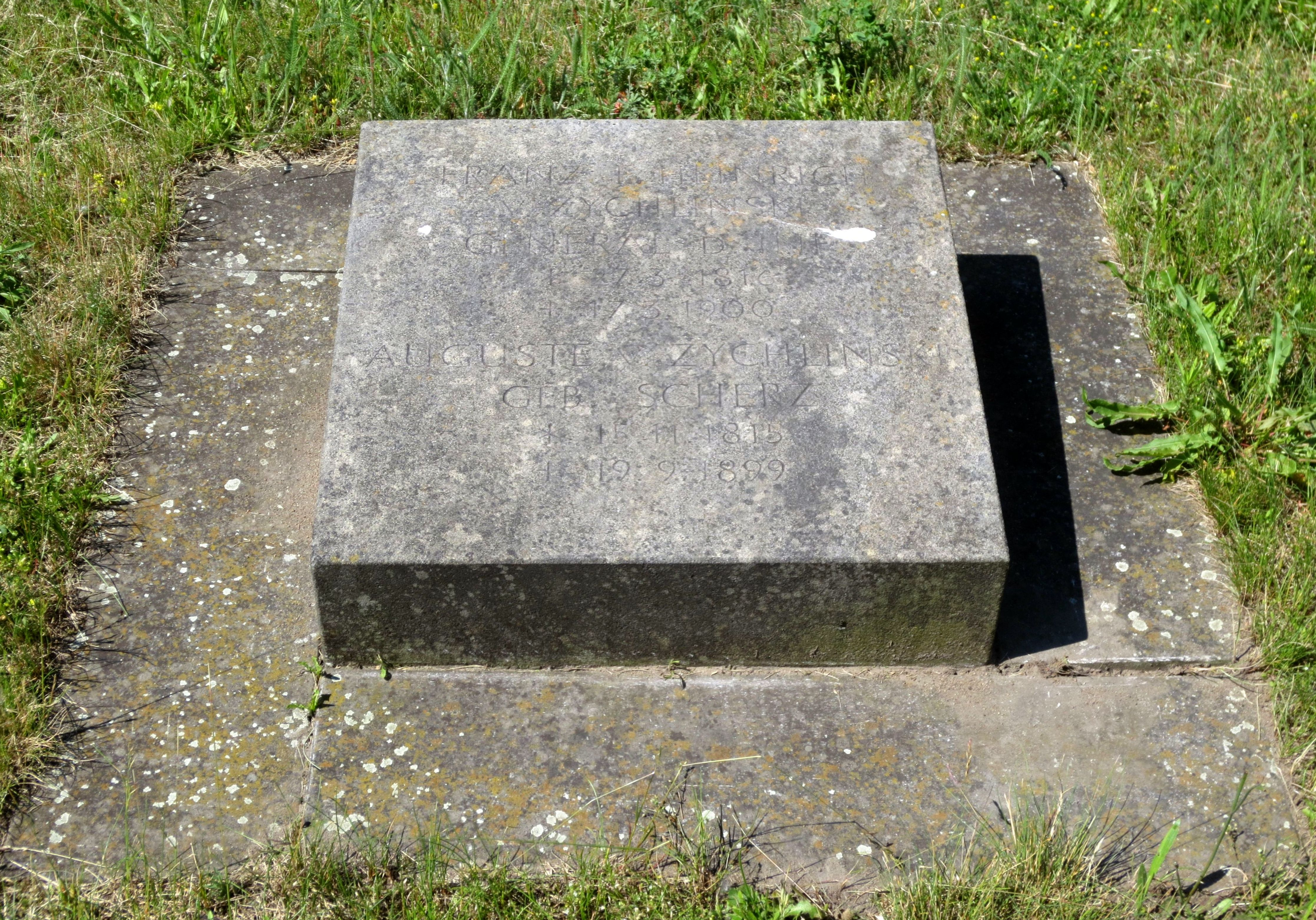
Grabstein auf dem Berliner Invalidenfriedhof

Er zog nach Berlin und betätigte sich in den folgenden Jahren als Autor von verschiedenen militärgeschichtlichen Büchern und Verfasser von Aufsätzen im Militär-Wochenblatt. Ab 14. Juli 1891 war Zychlinski zudem Vorsitzender des Ausschusses der Viktoria-National-Invalidenstiftung. Anlässlich des 100. Geburtstages von Wilhelm I. verlieh ihm Kaiser Wilhelm II. am 22. März 1897 das Großkreuz des Roten Adlerordens mit Eichenlaub und Schwertern. Zychlinski verstarb in Berlin und wurde mit militärischen Ehren auf dem Invalidenfriedhof bestattet.
Zychlinski stand als junger Offizier und intellektueller Linkshegelianer in den 1840er Jahren dem Berliner Kreis um Bruno Bauer nahe. Er publizierte unter dem Pseudonym „Franz Szeliga“ u. a. in Bauers Allgemeinen Literatur-Zeitung (1843/44) und in den Norddeutschen Blättern für Kritik, Literatur und Unterhaltung (1844/45) bzw. den Beiträgen zum Feldzuge der Kritik. Zychlinskis Besprechung von Eugène Sues Die Geheimnisse von Paris unterzogen Marx und Engels 1845 einer kritisch-polemischen Betrachtung in ihrer Heiligen Familie. Zychlinski hat auch Max Stirners Der Einzige und sein Eigenthum ausführlich besprochen.

## Familie
Franz von Zychlinski heiratete in Neuruppin am 15. November 1836 Auguste Scherz (* 15. November 1815; † 19. September 1899), einer Schwester von Theodor Fontanes Jugendfreund Hermann Scherz (1818–1888). Das Ehepaar hatte die Kinder Wilhelmine, Ernst, Bogislaw, Bruno, Konstanze, Rudolf, Valeska und Anna, alle in Neuruppin geboren. Die Tochter Anna (* 3. Juli 1853; † 10. Dezember 1921) war mit dem damaligen Major Freiherr Arnold von Brackel (* 6. Februar 1843; † 2. Oktober 1912) verheiratet. Zuletzt war Brackel Generalleutnant z. D. Franz von Zychlinski selbst gehörte in Berlin später auch zum weiteren Bekanntenkreis Fontanes. So vermittelte Fontane 1897 den Kontakt zwischen dem Max-Stirner-Forscher John Henry Mackay und Zychlinski.

## Werke
- Geschichte des 24. Infanterie-Regiments. Band 1 (1813–1815), Mittler`s Sortimentsbuchhandlung (A. Bath), Berlin 1854. Digitalisat
- Geschichte des 24. Infanterie-Regiments. Band 2 (1816–1838), Mittler`s Sortimentsbuchhandlung (A. Bath), Berlin 1857. Digitalisat
- Antheil des 2. Magdeburgisches Infanterie-Regiments No. 27 an dem Gefecht bei Münchengrätz am 28. Juni 1866 und an der Schlacht von Königgrätz am 3. Juli 1866. in: Aus dem Briefe an einen Freud, Julius Fricke, Halle 1866.   Digitalisat